# مستشفى نيل الأمل لجراحات الأطفال والاختلافات الخلقية
مستشفى نيل الأمل لجراحات الأطفال والاختلافات الخلقية هو مستشفى أطفال مصري، لعلاج العيوب الخلقية للأطفال بالمجان، تمتلكه منظمة نيل الأمل لخدمة المجتمع والتنمية، يقع بمنطقة ميامي بحي أول المنتزة بمدينة الإسكندرية في مصر، يُعتبر أول مستشفى متخصص في علاج الأطفال المصابين بالعيوب الخلقية في مصر والشرق الأوسط، بدأ العمل على إنشائه سنة 2018 وافتتح رسميًا في أكتوبر 2022، وبلغت الطاقة الاستيعابية للمستشفى سنة 2022 حوالي 62 سرير، ويستقبل الأطفال المرضى من سن يوم واحد إلى 18 سنة، وخلال سنة 2023 استقبل المستشفى 38785 مريض، وأُجريت به 1999 جراحة مختلفة.

## التاريخ
تعود فكرة إنشاء المستشفى لعام 2014، عندما وضعت "جمعية أصدقاء مرضى جراحات الأطفال" خطة لتطوير قسم جراحة الأطفال في مستشفى الشاطبي الجامعي، والتي كانت تضم وقتها سبعة حضانات عناية مركزة فقط، مما أدى لوجود تكدساً كبيراً، وطول فترة انتظار الأطفال المرضى، وبحلول سنة 2016 وصل عدد حضانات وأسرة العناية المركزة إلى 30 حضانة، وفي نفس العام قام مجموعة من رجال الأعمال بإنشاء "منظمة نيل الأمل لخدمة المجتمع والتنمية" كمنظمة خيرية ولتكون نواة لإنشاء مستشفى متخصص في جراحات الأطفال والعيوب الخلقية،
بحلول سنة 2017 تم تشكيل مجلس أمناء للمستشفى، وبدأت أعمال وإجراءات ضخ وجمع التبرعات اللازمة لإنشاء وتجهيز المستشفى، وخلال سنة 2018 بدأ العمل في تحويل مبنى مصنع حلويات سابق مملوك لأحد رجال الأعمال بمنطقة ميامي شرق مدينة الإسكندرية إلى مستشفى وتجهيزه بالكامل، واُفتتح المستشفى تجريبيًا في 13 أكتوبر 2021، ثم رسميًا في 22 فبراير 2022، وبتكلفة وصلت إلى 250 مليون جنيه مصري.

## الأقسام والتخصصات
يتكون المستشفى من سبعة طوابق، تضم عشرة أقسام هي العيادات الخارجية، والصيدلية، ومعامل التحاليل، والأشعة، والعمليات، والمعهد التعليمي، والإقامة الداخلية، والحضانات والعناية المركزة، وقسطرة القلب، ووحدة طب الأجنة، ومركز العلاج الطبيعي والتأهيل، كما يضم المستشفى 37 تخصص طبي هي جراحة الأطفال العامة، والأشعة التشخيصية، والصلب المشقوق، والعلاج السلوكي المعرفي، والتخاطب، والتخطيط الحركي والمعالجة الحسية، وتنمية المهارات، وجراحات الحوض والأعضاء التناسلية والإخراج، وصعوبات التعلم، وعصب الأسنان، والعلاج الطبيعي، والإحليل السفلي، وطب الأطفال، والأسنان، والبلع، والتخدير، والجراحة الأولية، والجهاز الهضمي، والعاملين، والعصبية، والغدد الصماء، والوراثة، وأمراض القلب، وأمراض الكبد، وأمراض الكلى، وتأهيل عملية الإخراج، وجراحات التجميل، وجراحات الشرج والقولون، وجراحات القلب والصدر، وجراحة العظام، وجراحة العمود الفقري، وجراحة المخ والأعصاب، وجراحة المسالك، وجراحة الوجه والفك، ومتابعة الميتسرين وحديثي الولادة، والتغذية، والقياسات النفسية.

## وصلات خارجية
- الموقع الرسمي للمستشفى.
- الصفحة الرسمية للمستشفى على موقع فيس بوك.